# Breitenbach am Inn
Breitenbach am Inn település Ausztriában, Tirolban a Kufsteini járásban található. Területe 37,99 km², lakosainak száma 3 352 fő, népsűrűsége pedig 88 fő/km² (2014. január 1-jén). A település 510 méteres tengerszint feletti magasságban helyezkedik el.
A település részei: 
- Breitenbach am Inn (2041 fő, 2015. január 1-jén)
- Haus (402 fő)
- Kleinsöll (493 fő)
- Schönau (411 fő)

## Fordítás
- Ez a szócikk részben vagy egészben  a   Breitenbach am Inn című angol Wikipédia-szócikk ezen változatának fordításán alapul.  Az eredeti cikk szerkesztőit annak laptörténete sorolja fel. Ez a jelzés csupán a megfogalmazás eredetét és a szerzői jogokat jelzi, nem szolgál a cikkben szereplő információk forrásmegjelöléseként.